# أندرو لامب
أندرو لامب (1 مارس 1978 في أستراليا - ) (بالإنجليزية: Andrew Lamb)‏ هو لاعب كريكت نيوزلندي.

## وصلات خارجية
- أندرو لامب على موقع إي آس بي آن كريك إنفو (الإنجليزية)